# Municipio de South Lebanon (Arkansas)
El municipio de South Lebanon (en inglés: South Lebanon Township) es un municipio ubicado en el condado de Sharp en el estado estadounidense de Arkansas. En el año 2010 tenía una población de 110 habitantes y una densidad poblacional de 1,73 personas por km².

## Geografía
El municipio de South Lebanon se encuentra ubicado en las coordenadas 36°7′38″N 91°23′49″O / 36.12722, -91.39694. Según la Oficina del Censo de los Estados Unidos, el municipio tiene una superficie total de 63.54 km², de la cual 63,54 km² corresponden a tierra firme y (0 %) 0 km² es agua.

## Demografía
Según el censo de 2010, había 110 personas residiendo en el municipio de South Lebanon. La densidad de población era de 1,73 hab./km². De los 110 habitantes, el municipio de South Lebanon estaba compuesto por el 97,27 % blancos, el 0,91 % eran amerindios y el 1,82 % eran de una mezcla de razas. Del total de la población el 0,91 % eran hispanos o latinos de cualquier raza.